# Redondo Beach (Kalifornija)
Redondo Beach je grad u američkoj saveznoj državi Kalifornija. Prema popisu stanovništva iz 2010. u njemu je živjelo 66.748 stanovnika.